# Midana Cassamá
Midana Bigna Soares Cassamá (Bissau, 18 agosto 2002) è un calciatore guineense, attaccante del Dibba Al Hisn.

## Carriera
Cassamá ha iniziato a giocare a calcio in Guinea-Bissau con il Benfica de Bissau. Nel 2021 è andato in Spagna al Talavera de la Reina e nello stesso anno ha firmato con il Trujillo, con cui ha debuttato in Tercera División RFEF.
Nel luglio del 2022 si è trasferito in Portogallo al Merelinense. Dopo sei mesi è stato prestato al Portimonense che lo ha assegnato alla formazione Under-23. Riscattato al termine della stagione, il 2 dicembre 2023 ha debuttato in Primeira Liga nell'incontro perso 1-0 contro il Casa Pia, venendo espulso nei minuti di recupero finali.

## Statistiche

### Presenze e reti nei club
Statistiche aggiornate al 3 marzo 2024.
| Stagione        | Squadra         | Campionato      | Campionato | Campionato | Coppe nazionali | Coppe nazionali | Coppe nazionali | Coppe continentali | Coppe continentali | Coppe continentali | Altre coppe | Altre coppe | Altre coppe | Totale | Totale | Totale |
| Stagione        | Squadra         | Comp            | Pres       | Reti       | Comp            | Pres            | Reti            | Comp               | Pres               | Reti               | Comp        | Pres        | Reti        | Pres   | Reti   |        |
| --------------- | --------------- | --------------- | ---------- | ---------- | --------------- | --------------- | --------------- | ------------------ | ------------------ | ------------------ | ----------- | ----------- | ----------- | ------ | ------ | ------ |
| 2021-2022       | Trujillo        | TDR             | 20         | 3          | CR              | 0               | 0               |                    | -                  | -                  |             | -           | -           | 20     | 3      |        |
| 2022-2023       | Merelinense     | CdP             | 10         | 5          | CP              | 0               | 0               |                    | -                  | -                  |             | -           | -           | 10     | 5      |        |
| 2023-2024       | Portimonense    | PL              | 4          | 0          | CP+CdL          | 1+0             | 0               |                    | -                  | -                  |             | -           | -           | 5      | 0      |        |
| Totale carriera | Totale carriera | Totale carriera | 34         | 8          |                 | 1               | 0               |                    | -                  | -                  |             | -           | -           | 35     | 8      |        |